# Chromadorita pachydema
Chromadorita pachydema is een rondwormensoort uit de familie van de Chromadoridae. De wetenschappelijke naam van de soort is voor het eerst geldig gepubliceerd in 1926 door Schneider.